# D45 (hunebed)
Hunebed D45 ligt in de Emmerdennen een bosgebied in de plaats Emmen in de Nederlandse provincie Drenthe. Dit is het op twee na grootste hunebed van Nederland.

## Bouw
Het hunebed wordt toegeschreven aan de trechterbekercultuur.
Het is een groot hunebed, dat bovendien op een heuveltje is gelegen en daardoor boven de omgeving uittorent. Het hunebed is 18,5 meter lang en 4,5 meter breed. Dertien kransstenen zijn nog aanwezig, vijfentwintig zijn verdwenen.
Oorspronkelijk waren er twintig draagstenen en negen dekstenen. Een van de zes overgebleven dekstenen heeft boorgaten. Er zijn nog negentien draagstenen over en ook zijn de twee sluitstenen nog aanwezig.

## Geschiedenis

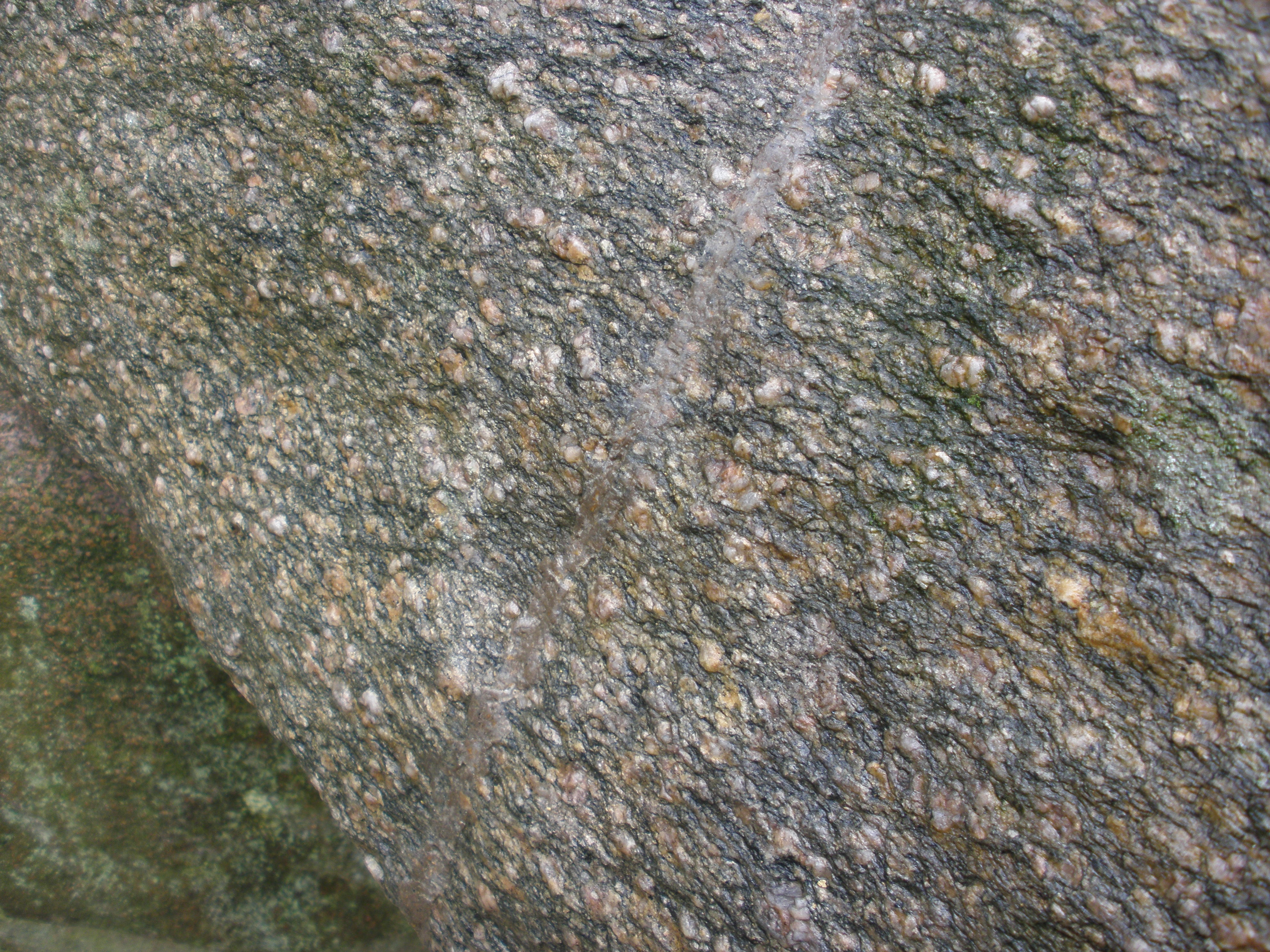
De gescheurde deksteen is gelijmd, maar de schade blijft zichtbaar

Het hunebed staat op de Hottingerkaart (1788-1792).
In de 19e eeuw kocht de provincie Drenthe dit hunebed van de markegenoten van Emmen.
In 1870 werd het hunebed ondeskundig gerestaureerd. In 1885 werd het hunebed door sloopwerkzaamheden beschadigd.
Van Giffen beschrijft het hunebed: "Het hunebed verkeert in zeer vervallen staat, zoodat de oorspronkelijke toestand nauwelijks met zekerheid is vast te stellen". Tijdens zijn onderzoek in 1957 was de keldervloer al verdwenen.
Op woensdag 6 juli 2011 werd het hunebed zwaar beschadigd aangetroffen. Een deksteen was gescheurd doordat er de nacht ervoor een vuurtje onder gestookt was. Het hunebed werd hersteld. In 2025 bleek dezelfde deksteen wederom gescheurd.

## Society of Antiquaries[7]
In Engeland ontstond in de jaren zeventig van de 19e eeuw bezorgdheid over de wijze waarop in Nederland hunebedden werden gerestaureerd. In die kringen was men vooral bezorgd dat met de restauraties het oorspronkelijk beeld van de situatie verloren zou gaan. De directeur van de Society of Antiquaries in Londen verzocht de oudheidkundigen William Collings Lukis en sir Henry Dryden om de staat waarin de hunebedden zich op dat moment bevonden nauwkeurig vast te leggen. Zij bezochten in juli 1878 Drenthe en brachten veertig hunebedden op de Hondsrug in kaart. Ze hebben opmetingen verricht en beschreven de aangetroffen situatie, die zij tevens vastlegden in een serie aquarellen. Hun rapportage aan de Society of Antiquaries verscheen echter niet in druk. Hun materiaal werd bewaard bij de Society of Antiquaries, het Guernsey Museum & Art Gallery en het Drents Museum. Het Ashmolean Museum in Oxford bezit kopieën van hun werk. In 2015 publiceerde de Drentse archeoloog dr. Wijnand van der Sanden alsnog hun werk. Hij voorzag hun materiaal van een uitgebreide inleiding. Ook schetste hij de ontwikkelingen met betrekking tot het archeologisch onderzoek van de hunebedden na hun onderzoek tot 2015. Hij gaf als oordeel dat het werk van Lukis en Dryden van hoge kwaliteit was. In het Drents Museum was in 2015 een tentoonstelling over het werk.
Hunebed D45 is weergegeven op Plan XXXI: Het hunebed stond op een natuurlijke zandrug. Het bouwwerk was verstoord door steendelvers. Er lagen oorspronkelijk negen dekstenen, de drie aan de oostkant waren verdwenen. Alleen de vierde lag nog op zijn plek. De zevende deksteen was ook verdwenen, de andere stenen waren verplaatst. De ingang lag aan de zuidkant. Veel kransstenen waren weggehaald. De dekheuvel was recent verlaagd. Er waren stenen verzameld aan de westelijke zijde, waarschijnlijk om deze gemakkelijk te kunnen vervoeren op later moment.

## Volksverhalen
Over het ontstaan van enkele deuken in de dekstenen van dit hunebed doen diverse volksverhalen de ronde. Volgens een van die verhalen zouden de deuken de vinger- en duimafdrukken van een reus zijn.
Volgens een andere Drentse overlevering zou de deuk in een van de dekstenen zijn veroorzaakt, doordat koning Lodewijk Napoleon met paard en al boven op dit hunebed ging staan. Petrus Hofstede nodigde de eerste koning van Nederland uit en hoopte dat hij de hunebedden wilde beschermen.

De predikant Jacobus Craandijk tekende dit verhaal op in zijn vijfde deel Wandelingen door Nederland met pen en potlood  in 1880. In de fotocollectie van het Musée Rodin bevindt zich een foto gemaakt door de Drentse museumbestuurder en amateurfotograaf Geert Jannes Landweer van dit hunebed met de tekst:
"Pays Bas/Dolmen/(8)/[Hunnebed] at Emmen/on the greatest stone stood/upon a time King Lewis Napoleon/on horseback/Drenthe
De Wilde hoorde het verhaal over de voetafdrukken van het paard van Napoleon over hunebed D9, D17, D18, D14, D28, D29, D27 en D45. Een veldwachter laat hem de voetafdruk zien op D45.
De tekstschrijver Eli Asser verwerkte dit volksverhaal in een strofe in zijn lied In de ijstijd. Het lied werd vertolkt door de zanger en cabaretier Frans Halsema op muziek van de componist Ruud Bos. Deze strofe luidt:

In Emmerhuizen
waar ik vaak vertoef
ligt een keisteen
met een paardehoef

De legende zegt dat koning Lodewijk Napoleon
toen ie langs kwam met zijn mannen bij die steen
met zijn paard erop ging staan omdat het beest niet verder kon
en vandaar die afdruk van het paardenbeen
— Eli Asser